# Golßen
Golßen település Németországban, azon belül Brandenburgban. Lakosainak száma 2489 fő (2023. december 31.).

## Népesség
A település népességének változása:
| Lakosok száma | 2553 | 2542 | 2484 | 2505 | 2489 |
|               | 2017 | 2019 | 2021 | 2022 | 2023 |